# Filipijnse verkiezingen 1949
Op 8 november 1949 werden de Filipijnse verkiezingen van 1949 georganiseerd. Op deze dag werd op landelijk als op lokaal niveau nieuwe vertegenwoordigers gekozen. Alle posities op landelijk niveau werden veroverd door de Liberal Party. De verkiezingen voor president en vicepresident van de Filipijnen werden gewonnen door zittend president Elpidio Quirino en zijn running mate Fernando Lopez. Ook alle gekozen senators waren leden van de Liberal Party. Zo'n twee en een half jaar na de verkiezingen werd een protest van Nacionalista-kandidaat Claro Recto gegrond verklaard en verloor Teodoro de Vera alsnog zijn senaatszetel.

## Resultaten

### Presidentsverkiezingen
| Kandidaat       | Politieke partij                | Aantal stemmen | %     |
| --------------- | ------------------------------- | -------------- | ----- |
| Elpidio Quirino | Liberal Party (Quirino-vleugel) | 1.803.808      | 50,93 |
| Jose Laurel     | Nacionalista Party              | 1.318.330      | 37,22 |
| Jose Avelino    | Liberal Party (Avelino-vleugel) | 419.890        | 11,85 |
|                 |                                 |                |       |

### Vicepresidentsverkiezingen
| Kandidaat         | Politieke partij                | Aantal stemmen | %     |
| ----------------- | ------------------------------- | -------------- | ----- |
| Fernando Lopez    | Liberal Party (Quirino-vleugel) | 1.341.284      | 52,19 |
| Manuel Briones    | Nacionalista Party              | 1.184.215      | 46,08 |
| Vicente Francisco | Liberal Party (Avelino-vleugel) | 44.510         | 1,83  |
|                   |                                 |                |       |

### Senaatsverkiezingen
| Nr. | Kandidaat           | Politieke partij                | Aantal stemmen |
| --- | ------------------- | ------------------------------- | -------------- |
| 1.  | Quintin Paredes     | Liberal Party                   | 1.756.898      |
| 2.  | Esteban R. Abada    | Liberal Party                   | 1.685.520      |
| 3.  | Lorenzo Sumulong    | Liberal Party                   | 1.615.124      |
| 4.  | Enrique B. Magalona | Liberal Party                   | 1.577.083      |
| 5.  | Tomas L. Cabili     | Liberal Party                   | 1.575.075      |
| 6.  | Macario Peralta jr. | Liberal Party                   | 1.566.376      |
| 7.  | Justiniano Montano  | Liberal Party                   | 1.515.569      |
| 8.  | Teodoro de Vera     | Liberal Party                   | 1.486.158      |
| 9.  | Claro M. Recto      | Nacionalista Party              | 1.390.528      |
| 10. | Alejo R. Mabanag    | Nacionalista Party              | 1.150.818      |
| 11. | Trinidad Legarda    | Nacionalista Party              | 1.108.732      |
| 12. | Jose O. Vera        | Nacionalista Party              | 1.101.732      |
| 13. | Jose Maria Veloso   | Nacionalista Party              | 1.069.817      |
| 14. | Marcelo Adduru      | Nacionalista Party              | 1.053.754      |
| 15. | Pedro Hernaez       | Nacionalista Party              | 1.025.342      |
| 16. | Domocao Alonto      | Nacionalista Party              | 999.581        |
| 17. | Jose T. Nueno       | Liberal Party (Avelino-vleugel) | 391.394        |
| 18. | Salipada Pendatun   | Liberal Party (Avelino-vleugel) | 374.340        |
|     |                     |                                 |                |